# Miguel Zepeda
Miguel Zepeda (Tepic, 25 de maio de 1976) é um ex-futebolista mexicano que atuava como meia.

## Carreira
Miguel Zepeda integrou a Seleção Mexicana de Futebol na Copa América de 1999.

## Títulos
Seleção Mexicana
- Copa das Confederações: 1999